# 39802 Ivanhlinka
39802 Ivanhlinka è un asteroide della fascia principale interna. Scoperto nel 1997, presenta un'orbita caratterizzata da un semiasse maggiore pari a 2,181579 UA e da un'eccentricità di 0,090569, inclinata di 1,105350° rispetto all'eclittica.
È dedicato a Ivan Hlinka, campione di hockey su ghiaccio cecoslovacco.